# Боатенг, Кевин-Принс
Ке́вин-Принс Боате́нг (нем. и англ. Kevin-Prince Boateng, немецкое произношение: [ˈkɛvɪn ˈpʁɪns boaˈtɛŋ]; род. 6 марта 1987, Западный Берлин) — ганский и немецкий футболист, бывший игрок клуба «Герта». Кевин начинал карьеру как центральный полузащитник, способный играть вингера и «десятого номера», но позже выступал на позиции «ложной девятки». Боатенг считался одним из лучших молодых футболистов Германии, обладая хорошей скоростью, техникой, дриблингом, а также способностью взять игру на себя.
С шестилетнего возраста увлекается футболом, играл в молодёжных клубах «Райниккендорфер Фюксе» и «Герта», в основном составе которой дебютировал в 2005 году. Проведя 13 лет в структуре берлинского клуба, летом 2007 года перешёл в английский «Тоттенхэм Хотспур» за 5,4 млн фунтов. В 2009 году, после не сильно удачного выступления за «шпор», был отправлен до конца сезона в аренду в «Боруссию» Дортмунд. После возвращения из аренды за 4 млн фунтов перешел в английский «Портсмут», где провёл один сезон, после чего за 5,7 млн евро перешёл в итальянский «Дженоа» и незамедлительно был отдан в аренду в «Милан». Спустя сезон «красно-чёрные» выкупили контракт Кевина за 7,5 млн евро. В составе «Милана» Боатенг стал чемпионом Италии и обладателем Суперкубка. Летом 2013 года за 10,0 млн евро перешёл в немецкий «Шальке 04». Спустя два сезона, в декабре 2015 года, клуб объявил о расторжении контракта, после чего Боатенг вернулся в «Милан», где провёл остающуюся половину сезона. Летом 2016 года перешел в испанский «Лас-Пальмас», спустя сезон вновь вернулся в Бундеслигу, совершив переход в «Айнтрахт», в составе которого стал обладателем Кубка Германии, после чего вернулся в Италию, перейдя в «Сассуоло». В январе 2019 года за 1 млн евро на правах аренды до конца сезона перешёл в испанскую «Барселону».
В связи с тем, что футболист родился и вырос в Германии, он выступал за все юниорские и молодёжные сборные страны. Но в юношеской сборной у Боатенга начались проблемы с дисциплиной. В 2009 году он получил ганское гражданство (хотя у него с рождения имеется немецкий паспорт). В 2010 году дебютировал за сборную Ганы. Сыграл на двух чемпионатах мира (2010 и 2014). За сборную Ганы провел 15 матчей, отметившись двумя забитыми мячами.

## Ранние годы
Боатенг родился и вырос в самом бедном и криминальном районе Берлина — Веддинге. Мать Кевина, Кристина Ран немка, а отец был выходцем из Ганы. У Боатенга есть старший брат Джордж, а также сводный младший брат Жером Боатенг, который также является футболистом. Отец ушёл из семьи, когда Кевин был совсем маленьким, а старший брат Джордж попал в тюрьму, поэтому воспитание младшего сына оказалось полностью на матери. Впоследствии Боатенг так рассказывал о детстве: «Я рос в Берлине, это была несладкая жизнь, было очень тяжело. Люди, с которыми я общался, были цыгане, арабы, русские, хорваты, румыны, албанцы — неробкого десятка народ. Часто дрались, конфликтовали. У меня было два варианта: или стать преступником, или попробовать быть футболистом. Я выбрал второй вариант, и у меня получилось».
Начал карьеру в детской команде «Райниккендорфер Фюксе» в 1994 году, когда ему было шесть лет. В семь лет обыграл во дворе очередного соперника, и тот рассказал о нём своему отцу, который оказался тренером детской команды «Герты».

## Клубная карьера

### «Герта»
В возрасте семи лет оказался в академии берлинской «Герты». Поучившись в академии, в 17 лет стал игроком второй команды, а ещё через два года — основной команды.
13 августа 2005 года на Олимпийском стадионе Боатенг дебютировал за основную команду «Герты», в матче второго тура Бундеслиги 2005/2006 против «Айнтрахта» (2:0), выйдя на замену в начале второго тайма. Первый матч в стартовом составе сыграл в рамках четырнадцатого тура, против «Боруссии (Мёнхенгладбах)» (2:2). В 2005 году был награждён бронзовой медалью Фрица Вальтера в категории игроков до 18 лет. 16 августа 2006 года получил золотую медаль Фрица Вальтера в категории игроков до 19 лет.

### «Тоттенхэм Хотспур» и «Боруссия» Дортмунд
31 июля 2007 года за 5,4 млн фунтов стерлингов присоединился к клубу «Тоттенхэм Хотспур» после 13 лет, проведённых в структурах «Герты», подписав контракт на 4 года. 3 ноября 2007 года Боатенг дебютировал в Премьер-лиге в матче 12-го тура сезона 2007/2008 против «Мидлсбро» (1:1). Всего за сезон провёл во всех турнирах 21 матч. Данный результат стал следствием того, что главным тренер команды Мартин Йол считал, «что Боатенг ему не нужен».
После неудачного старта в сезоне 2008/2009 Йол был отправлен в отставку, а новым тренером стал Хуанде Рамос, который также не видел ганца в составе. В первой половине сезона Боатенг провел лишь 14 минут. В январе 2009 года был отправлен до конца сезона в аренду в «Боруссию (Дортмунд)». В Германии за полсезона во всех турнирах отыграл 11 матчей, отметившись 2 результативными передачами, но был вынужден пропустить последние два матча сезона из-за дисквалификации за красную карточку, полученную в игре 32-го тура чемпионата Германии с «Вольфсбургом» (0:3), показанную за удар по лицу Макото Хасебе. Дортмундцы были готовы подписать Боатенга на постоянной основе, но финансовые ограничения помешали им сделать это.

### «Портсмут»

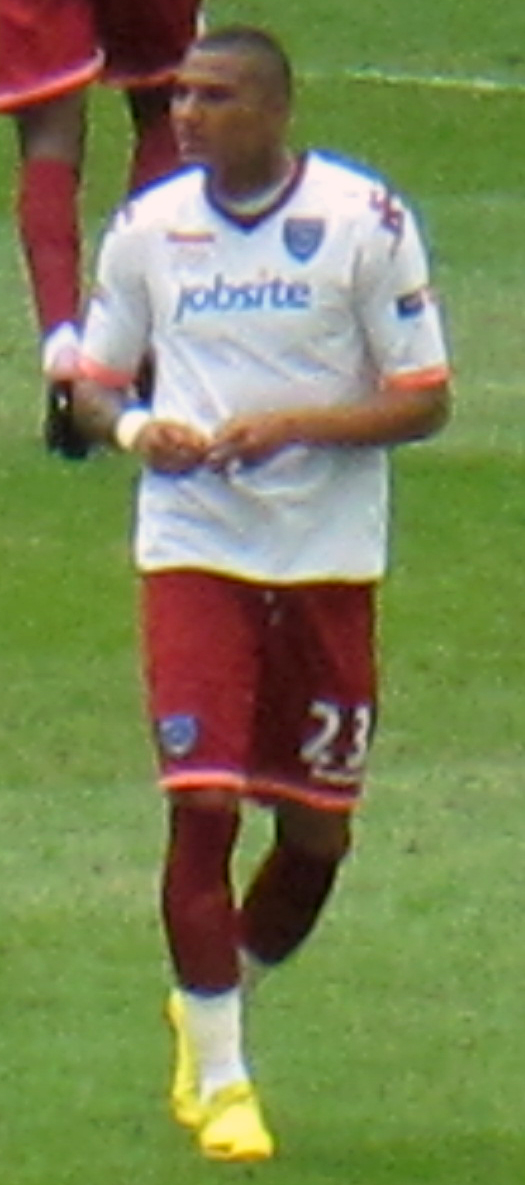
Боатенг в форме «Портсмута» в финале Кубка Англии 2010

В августе 2009 года за 4 млн фунтов перешёл в английский «Портсмут», подписав трёхлетний контракт. 12 сентября 2009 года дебютировал за «Портсмут» в матче 5-го тура сезона 2009/2010 против «Болтон Уондерерс» (2:3), в этом матче отметился своим первым забитым мячом за новую команду. В сентябре был признан лучшим игроком «Портсмута». 15 мая 2010 года на стадионе «Уэмбли» «Портсмут» играл в финале Кубка Англии против «Челси». Во время матча Боатенг сфолил на полузащитнике «Челси» Михаэле Баллаке, нанеся ему травму голеностопа, в связи с чем капитан немецкой национальной команды не поехал на чемпионат мира в ЮАР. Матч закончился со счетом 1:0 в пользу «Челси». После матча Боатенг утверждал, что Баллак во время матча ударил его по лицу, при этом как утверждает Боатенг «Я дважды извинился перед Баллаком на поле. Я очень сожалею и уверяю, что сделал это не специально». Боатенг обвинил немецкие СМИ и игроков сборной Германии в лицемерии за поддержку Баллака, но игнорирование удар Михаэля в лицо. Боатенг также раскритиковал главного тренера немецкой сборной Йоахима Лёва за защиту Баллака после того, как он ударил нападающего Лукаса Подольски в тренировочном матче сборной Германии. За сезон Боатенг провёл во всех турнирах 28 матчей, отметившись 5 голами и 4 голевыми передачами.

### «Милан»
14 августа 2010 года за 5,7 млн евро перешёл в итальянский «Дженоа», подписав четырёхлетний контракт, но уже 18 августа на правах аренды с правом последующего выкупа перешёл в «Милан». Перед сезоном 2010/2011 главным тренером «Милана» стал Массимилиано Аллегри, ранее тренировавший «Кальяри». В это же время клуб серьёзно усилился в межсезонье, кроме самого Боатенга в команду пришли Робиньо из «Манчестер Сити» и Златан Ибрагимович из «Барселоны». Боатенг дебютировал за «Милан» в матче 1-го тура сезона 2010/2011 против «Лечче» (4:0), заменив Алешандре Пато на 76-й минуте. 4 декабря 2010 года в матче 15-го тура против «Брешиа» (3:0) забил свой первый гол за «красно-чёрных». С самого начала сезона «Милан» стал одерживать победы, обозначив серьёзную борьбу за скудетто. 7 мая 2011 года, после ничьей с «Ромой» за два тура до конца чемпионата, «Милан» завоевал первое за последние 7 лет чемпионское звание. В победном сезоне Серии А сыграл 26 матчей, отметившись 3 голами и 2 результативными передачами, всего за сезон Боатенг во всех турнирах сыграл 34 матча.

### «Шальке 04»
30 августа 2013 года Боатенг перешёл в «Шальке 04» за 12 млн евро, подписав контракт на три года с возможностью продления ещё на один год. Дебютировал за новый клуб в матче с «Байером», который закончился со счетом 2:0 в пользу «Шальке». Первый гол он забил в матче с «Майнцем». В мае 2015 года он был отстранен от первой команды, а в декабре 2015 года расторг контракт с «Шальке».

### Возвращение в «Милан»
В январе 2016 года заключил полугодовой контракт с «Миланом», с которым тренировался с октября 2015 года. 17 января в домашней игре против «Фиорентины»(2-0) вышел на замену на 79-й минуте и открыл счет своим голом уже во втором матче за клуб после возвращения. За полгода, проведённых в составе «Милана», Боатенг лишь один раз вышел в стартовом составе команды. В мае 2016 года было объявлено, что футболист покидает «Милан».

### «Лас-Пальмас»
Летом того же года Боатенг заключил однолетний контракт с испанским клубом «Лас-Пальмас». В сезоне 2016/2017 футболист сыграл 28 матчей и забил 10 голов в чемпионате Испании. В мае 2017 года Боатенг заключил с клубом новый трёхлетний контракт, но уже 16 августа договорился о его расторжении, сославшись на личные причины. 18 августа он в статусе свободного агента заключил с «Айнтрахтом» из Франкфурта-на-Майне контракт сроком на три года.

### «Сассуоло»
Летом в качестве свободного агента перебрался в «Сассуоло», где сыграл 13 матчей и забил 4 гола. Зимой 2019 года отправлен в аренду в каталонскую «Барселону».

### «Барселона»
Дебютировал за «Барселону» 23.01.2019, выйдя в основном составе на матч 1/4 Кубка Испании против «Севильи». Матч закончился со счетом 0:2 в пользу «Севильи».

## Сборная Ганы
Боатенг несколько раз вызывался в сборные Германии до 15, до 16, до 17, до 19, до 20 и до 21 года, попав в СМИ 20 июля 2005 года, забив на 47-й минуте матча с Грецией гол из центрального круга с 45 метров на чемпионате Европы (до 19 лет). Матч закончился победой немцев со счётом 3:0. Немецкие СМИ распространили информацию о том, что Боатенг заявил тренеру сборной Германии Йоахиму Лёву о своём намерении играть за сборную Ганы.
9 сентября 2007 года Berliner Morgenpost объявила, что тренер сборной Германии до 21 года больше не намерен вызывать Боатенга, в связи с недостойным поведением игрока в лагере сборной на Тулонском турнире во Франции в июне 2007 года.
В 2010 году Боатенг принял решение выступать за сборную Ганы, родины своего отца. Его дядя тоже играл за сборную Ганы. В составе ганской национальной команды Боатенг принял участие в чемпионате мира 2010 в ЮАР, где играл против своего брата Жерома, выступавшего за сборную Германии. Там же забил гол в ворота сборной США, благодаря которому Гана вышла в 1/4 турнира.
В ноябре 2011 года, через 18 месяцев после того, как он начал выступать за сборную Ганы, Боатенг объявил о том, что уходит из сборной. 24-летний футболист, успевший сыграть в форме ганской команды 9 матчей и забить один гол, сослался на проблемы со здоровьем из-за необходимости выступать и за клуб, и за сборную, а также отметил, что выезды на матчи сборной мешают его специальному режиму тренировок.
Позднее Боатенг вернулся в состав национальной сборной Ганы для участия в чемпионате мира 2014 года. По словам футболиста, представитель футбольной ассоциации Ганы прилетел к нему в Милан и уговаривал вернуться в сборную, обещая улучшить условия перелётов команды и организации сборов. Боатенг отметил, что обещания эти были нарушены, в частности, в Бразилию команда летела 12 часов в тесном экономклассе. На чемпионате мира Кевин-Принс выступил, сыграв два стартовых матча группового турнира, но перед третьим матчем был отчислен из команды за оскорбления в адрес тренера сборной Джеймса Аппиа. После этого Боатенг больше не вызывался в сборную, хотя в 2016 году сообщил, что хотел бы принять вместе с ганской командой участие в чемпионате мира 2018 года.

## Личная жизнь
- На теле игрока имеется 25 татуировок[56].
- По словам матери его дед — двоюродный брат легендарного немецкого игрока Хельмута Рана, забившего победный гол на чемпионате мира по футболу в 1954 году.[57]
- Единокровный брат — Жером Боатенг, также является футболистом.
- Женат на журналистке и телеведущей Мелиссе Сатте. 15 апреля 2014 года у них родился сын Мэддокс-Принс.

## Статистика выступлений

### Клубная статистика
| Клуб                  | Сезон            | Лига                      | Лига | Лига | Кубок | Кубок | Еврокубки | Еврокубки | Итого | Итого |
| Клуб                  | Сезон            | Дивизион                  | Игры | Голы | Игры  | Голы  | Игры      | Голы      | Игры  | Голы  |
| --------------------- | ---------------- | ------------------------- | ---- | ---- | ----- | ----- | --------- | --------- | ----- | ----- |
| Герта II              | 2004/2005        | Региональная лига «Север» | 18   | 3    | —     | —     | —         | —         | 18    | 3     |
| Герта II              | 2005/2006        | Региональная лига «Север» | 4    | 1    | —     | —     | —         | —         | 4     | 1     |
| Герта II              | 2006/2007        | Региональная лига «Север» | 7    | 1    | —     | —     | —         | —         | 7     | 1     |
| Герта II              | Итого            | Итого                     | 29   | 5    | —     | —     | —         | —         | 29    | 5     |
| Герта                 | 2005/2006        | Бундеслига                | 21   | 2    | 2     | 0     | 4         | 0         | 27    | 2     |
| Герта                 | 2006/2007        | Бундеслига                | 21   | 2    | 3     | 0     | 2         | 1         | 26    | 3     |
| Герта                 | Итого            | Итого                     | 42   | 4    | 5     | 0     | 6         | 1         | 53    | 5     |
| Тоттенхэм Хотспур     | 2007/2008        | Премьер-лига              | 13   | 0    | 5     | 0     | 3         | 0         | 21    | 0     |
| Тоттенхэм Хотспур     | 2008/2009        | Премьер-лига              | 1    | 0    | 2     | 0     | 0         | 0         | 3     | 0     |
| Тоттенхэм Хотспур     | Итого            | Итого                     | 14   | 0    | 7     | 0     | 3         | 0         | 24    | 0     |
| → Боруссия (Дортмунд) | 2008/2009        | Бундеслига                | 10   | 0    | 1     | 0     | 0         | 0         | 11    | 0     |
| → Боруссия (Дортмунд) | Итого            | Итого                     | 10   | 0    | 1     | 0     | 0         | 0         | 11    | 0     |
| Портсмут              | 2009/2010        | Премьер-лига              | 22   | 3    | 5     | 2     | —         | —         | 27    | 5     |
| Портсмут              | Итого            | Итого                     | 22   | 3    | 5     | 2     | 0         | 0         | 27    | 5     |
| Дженоа                | 2010/2011        | Серия А                   | 0    | 0    | 0     | 0     | —         | —         | 0     | 0     |
| Дженоа                | Итого            | Итого                     | 0    | 0    | 0     | 0     | 0         | 0         | 0     | 0     |
| → Милан               | 2010/2011        | Серия А                   | 26   | 3    | 1     | 0     | 7         | 0         | 34    | 3     |
| Милан                 | 2011/2012        | Серия А                   | 19   | 5    | 1     | 1     | 7         | 3         | 27    | 9     |
| Милан                 | 2012/2013        | Серия А                   | 29   | 2    | 1     | 0     | 7         | 1         | 37    | 3     |
| Милан                 | 2013/2014        | Серия А                   | 0    | 0    | 0     | 0     | 2         | 2         | 2     | 2     |
| Милан                 | Итого            | Итого                     | 74   | 10   | 3     | 1     | 23        | 6         | 100   | 17    |
| Шальке 04             | 2013/2014        | Бундеслига                | 28   | 6    | 1     | 0     | 6         | 1         | 35    | 7     |
| Шальке 04             | 2014/2015        | Бундеслига                | 18   | 0    | 1     | 0     | 6         | 0         | 25    | 0     |
| Шальке 04             | Итого            | Итого                     | 46   | 6    | 2     | 0     | 12        | 1         | 60    | 7     |
| Милан                 | 2015/2016        | Серия А                   | 11   | 1    | 3     | 0     | —         | —         | 14    | 1     |
| Милан                 | Итого            | Итого                     | 11   | 1    | 3     | 0     | 0         | 0         | 14    | 1     |
| Лас-Пальмас           | 2016/2017        | Ла Лига                   | 28   | 10   | 1     | 0     | —         | —         | 29    | 10    |
| Лас-Пальмас           | Итого            | Итого                     | 28   | 10   | 1     | 0     | 0         | 0         | 29    | 10    |
| Айнтрахт              | 2017/2018        | Бундеслига                | 31   | 6    | 5     | 0     | —         | —         | 36    | 6     |
| Айнтрахт              | Итого            | Итого                     | 31   | 6    | 5     | 0     | 0         | 0         | 36    | 6     |
| Сассуоло              | 2018/2019        | Серия А                   | 13   | 4    | 2     | 1     | —         | —         | 15    | 5     |
| Сассуоло              | Итого            | Итого                     | 13   | 4    | 2     | 1     | 0         | 0         | 15    | 5     |
| → Барселона           | 2018/2019        | Ла Лига                   | 3    | 0    | 1     | 0     | 0         | 0         | 4     | 0     |
| → Барселона           | Итого            | Итого                     | 3    | 0    | 1     | 0     | 0         | 0         | 4     | 0     |
| Фиорентина            | 2019/2020        | Серия А                   | 14   | 1    | 1     | 0     | 0         | 0         | 15    | 1     |
| Фиорентина            | Итого            | Итого                     | 14   | 1    | 1     | 0     | 0         | 0         | 15    | 1     |
| → Бешикташ            | 2019/2020        | Суперлига                 | 11   | 3    | 0     | 0     | 0         | 0         | 11    | 3     |
| → Бешикташ            | Итого            | Итого                     | 11   | 3    | 0     | 0     | 0         | 0         | 11    | 3     |
| Монца                 | 2020/2021        | Серия B                   | 25   | 5    | 0     | 0     | 0         | 0         | 25    | 5     |
| Монца                 | Итого            | Итого                     | 25   | 5    | 0     | 0     | 0         | 0         | 25    | 5     |
| Герта                 | 2021/22          | Бундеслига                | 3    | 0    | 1     | 0     | 0         | 0         | 4     | 0     |
| Герта                 | Итого            | Итого                     | 3    | 0    | 1     | 0     | 0         | 0         | 4     | 0     |
| Всего за карьеру      | Всего за карьеру | Всего за карьеру          | 376  | 58   | 37    | 4     | 44        | 8         | 457   | 70    |

1. ↑  В графу «Кубки» входят игры и голы в национальных кубках, кубках лиги и суперкубках.
2. ↑  В графу «Еврокубки» входят игры и голы в европейских международных клубных турнирах.

### Статистика в сборной
| Сезон | Товарищеские | Товарищеские | Турниры | Турниры | Всего | Всего |
| Сезон | Игры         | Голы         | Игры    | Голы    | Игры  | Голы  |
| ----- | ------------ | ------------ | ------- | ------- | ----- | ----- |
| 2010  | 2            | 0            | 6       | 1       | 8     | 1     |
| 2011  | 0            | 0            | 1       | 0       | 1     | 0     |
| 2013  | 0            | 0            | 1       | 1       | 1     | 1     |
| 2014  | 3            | 0            | 2       | 0       | 2     | 0     |
| Всего | 5            | 0            | 10      | 2       | 15    | 2     |

### Матчи и голы за сборную Ганы
| Матчи и голы Боатенга за сборную Ганы | Матчи и голы Боатенга за сборную Ганы | Матчи и голы Боатенга за сборную Ганы | Матчи и голы Боатенга за сборную Ганы | Матчи и голы Боатенга за сборную Ганы | Матчи и голы Боатенга за сборную Ганы | Матчи и голы Боатенга за сборную Ганы |
| №                                     | Дата                                  | Место проведения                      | Соперник                              | Счёт                                  | Голы                                  | Соревнование                          |
| ------------------------------------- | ------------------------------------- | ------------------------------------- | ------------------------------------- | ------------------------------------- | ------------------------------------- | ------------------------------------- |
| 1                                     | 5 июня 2010                           | Кумаси                                | Латвия                                | 1:0                                   | −                                     | Товарищеский матч                     |
| 2                                     | 13 июня 2010                          | Претория                              | Сербия                                | 1:0                                   | −                                     | Финальные матчи ЧМ-2010               |
| 3                                     | 19 июня 2010                          | Рюстенбург                            | Австралия                             | 1:1                                   | −                                     | Финальные матчи ЧМ-2010               |
| 4                                     | 23 июня 2010                          | Йоханнесбург                          | Германия                              | 0:1                                   | −                                     | Финальные матчи ЧМ-2010               |
| 5                                     | 26 июня 2010                          | Рюстенбург                            | США                                   | 2:1                                   | 1                                     | Финальные матчи ЧМ-2010               |
| 6                                     | 2 июля 2010                           | Йоханнесбург                          | Уругвай                               | 1:1                                   | -                                     | Финальные матчи ЧМ-2010               |
| 7                                     | 3 сентября 2010                       | Лобамба                               | Свазиленд                             | 3:0                                   | -                                     | Отборочные матчи КАФ-2012             |
| 8                                     | 10 октября 2010                       |                                       | Судан                                 | 0:0                                   | -                                     | Отборочные матчи КАФ-2012             |
| 9                                     | 3 июня 2011                           |                                       | Республика Конго                      | 3:1                                   | -                                     | Отборочные матчи КАФ-2012             |

Итого: 15 матчей / 2 гола; 6 побед, 3 ничьих, 6 поражений.

## Достижения
Командные
«Милан»
- Чемпион Италии: 2010/11
- Обладатель Суперкубка Италии: 2011

«Айнтрахт»
- Обладатель Кубка Германии: 2017/18

«Барселона»
- Чемпион Испании: 2018/19

Личные
- Медаль Фрица Вальтера: Бронза 2005 (Категория до 18 лет)[13]
- Медаль Фрица Вальтера: Золото 2006 (Категория до 19 лет)[13]
- Das Erste Гол месяца (Германия)[англ.]: 2005[13]
- Команда года (Серия A) : 2010/11[59]
- Символическая сборная Африки по версии КАФ (2): 2010, 2011